# Fontaine du Fellah
La fontaine du Fellah est une fontaine située au no 42 de la rue de Sèvres dans le 7e arrondissement de Paris, juste à côté de l'entrée du métro Vaneau. C'est un bel exemple du style néo-égyptien, en vogue en France après la campagne d'Égypte de Bonaparte. Son nom évoque le fellah égyptien, mais la statue représenterait plutôt Antinoüs, le favori de l'empereur Hadrien. Elle est très visiblement inspirée de la statue antique découverte en 1739 dans la fastueuse villa de l'empereur, près de Tivoli, et conservée au musée du Vatican.

## Historique

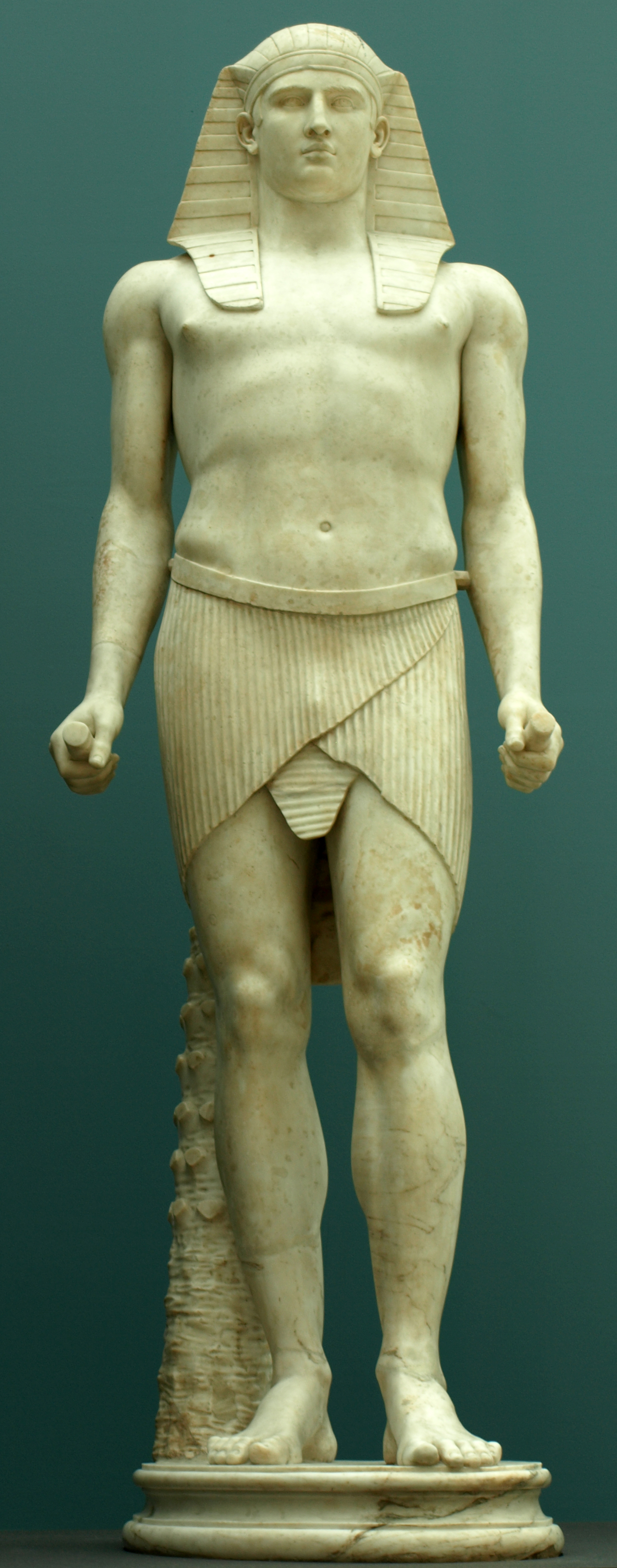
La statue d'Antinoüs en Osiris, découverte dans la Villa Hadriana, collection du musée grégorien égyptien.

Elle est édifiée en 1806 et, tout comme la fontaine de Mars, ses plans sont de l'ingénieur François-Jean Bralle et les décors sculptés réalisés par Pierre-Nicolas Beauvalet, un élève d'Augustin Pajou. La statue actuelle est une copie réalisée en 1930 (ou, selon une autre source, en 1844) par Jean-François-Théodore Gechter de la statue de Beauvalet, une commande qu'il réalise pour 3 000 francs. À l'origine, l'eau évacuée par le mascaron de bronze provenait de la pompe à feu du Gros-Caillou.
La fontaine, sous le nom de « fontaine égyptienne », fait l’objet d’une inscription au titre des monuments historiques depuis le 25 juillet 1977 au sein de l'hôpital Laennec.
Depuis 2005, la fontaine n'est plus en eaux à cause d'infiltrations constatées dans la station de métro Vaneau. Des travaux étaient annoncés en cours d'année 2006, mais six ans plus tard, en 2012, la fontaine était toujours arrêtée. Finalement, une association citoyenne créée en janvier 2017 prend en charge la valorisation de la fontaine, dans le cadre du Budget Participatif 2017 de la Ville de Paris. En août 2019, on constate que la fontaine déverse à nouveau son eau par les deux cruches tenues par la statue.

## Description
La fontaine du Fellah est une fontaine en applique sur un mur mesurant 2,8 mètres de hauteur. L'arche de la statue évoque l'entrée d'un temple. Dans une niche, une statue grandeur nature de style égyptien porte à chaque main une amphore d'où s'échappe l'eau. Recueillie dans une vasque semi-circulaire, l'eau s'écoulait ensuite sur le sol dans un puisard à partir d'un mascaron de bronze en tête de lion. Au fronton de l'édicule, un aigle aux ailes déployées qui remplace le behdety, le disque solaire ailé de l’Égypte antique, rappelle l'Empire. 
Une réplique de la statue à l'échelle 1:1 est visible dans la cour de l'immeuble du 18 bis, rue Henri-Barbusse, où Jean-François Gechter avait son atelier.